# Asura dividata
Asura dividata là một loài bướm đêm thuộc phân họ Arctiinae, họ Erebidae.